# Вільям Рокфеллер (молодший)
Вільям Евері Рокфеллер молодший (англ. William Avery Rockefeller Jr., 31 травня 1841 — 24 червня 1922) — американський бізнесмен і фінансист. Рокфеллер був співзасновником Standard Oil разом зі своїм старшим братом Джоном Девісоном Рокфеллером. Також був співвласником Anaconda Copper, яка наприкінці 1920-х років була четвертою за величиною компанією у світі. Рокфеллер розпочав свою ділову кар’єру клерком у 16 років. У 1867 році він приєднався до компанії свого брата Rockefeller, Andrews & Flagler, яка згодом стала Standard Oil. Зрештою 1911 року Верховний суд розділив компанію. Рокфеллер також брав значну участь у мідній промисловості. У 1899 році Рокфеллер і директор Standard Oil Генрі Х. Роджерс разом із засновником Anaconda Company Маркусом Дейлі створили Amalgamated Copper Mining Company, яка пізніше повернулася до назви Anaconda Copper.

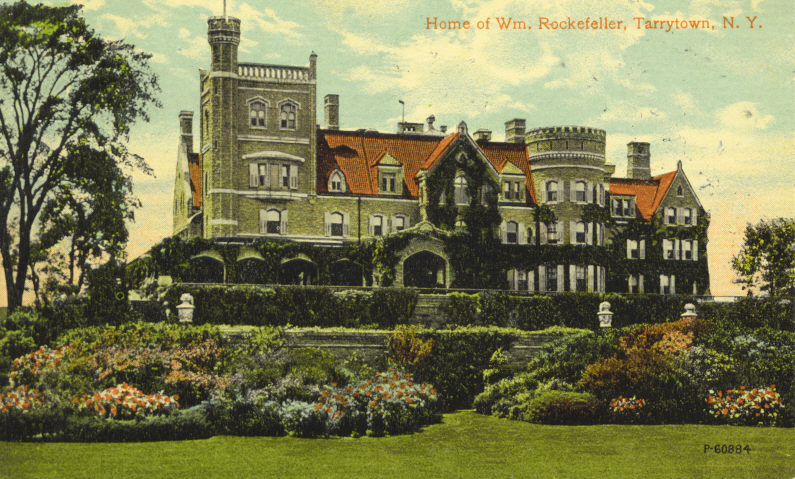
Рокфеллер Холл, будинок Вільяма Рокфеллера в Маунт-Плезант

У 1864 році одружився з Альмірою Джеральдін Гудселл, у них було шестеро дітей. Рокфеллер помер у 1922 році, залишивши загальний маєток у 102 мільйони доларів, значно зменшений за рахунок боргів і податків. Був видатним членом родини Рокфеллерів, сприяючи її репутації як провідної американської бізнес-династії.